# Bernheimersche Realschule

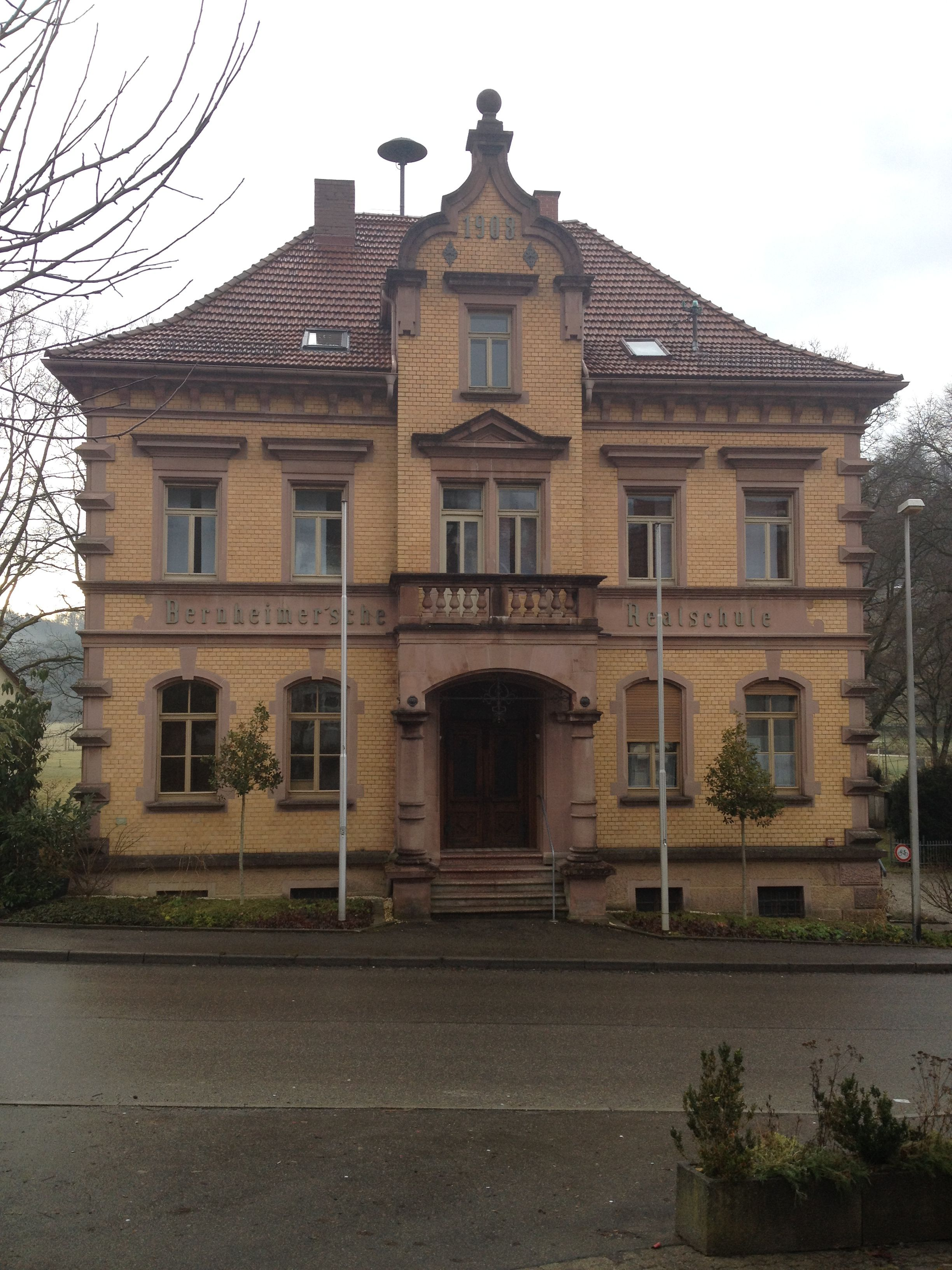
Bernheimersche Realschule

Die Bernheimersche Realschule ist ein in einer ehemaligen Schule untergebrachtes Museum für jüdische Geschichte und jüdisch-christliches Zusammenleben in Buttenhausen, einem Stadtteil von Münsingen im Landkreis Reutlingen in Baden-Württemberg. Das denkmalgeschützte Gebäude diente im Laufe seiner Geschichte sehr unterschiedlichen Zwecken.

## Geschichte
Lehmann Bernheimer (1841–1918), der aus dem schwäbischen Buttenhausen bei Münsingen stammte und in München in der zweiten Hälfte des 19. Jahrhunderts als Kaufmann und Kunsthändler ein beachtliches Vermögen aufgebaut hatte, gründete Anfang des 20. Jahrhunderts in seinem Heimatort eine kleine Stiftung. Aus philanthropischen Gründen und zum Andenken an seine Eltern Meier Bernheimer und Sarah Bernheimer, die in Buttenhausen einen Stoff- und Tuchhandel hatten, entstand eine Realschule für Christen und Juden. Im Stiftungsbrief vom 6. März 1903 wurde ein Stiftungskapital von 110.000 Mark festgelegt. Daraus sollte die Schule mit Lehrerwohnung im Obergeschoss sowie das laufende Gehalt des Lehrers gezahlt werden. Das Haus wurde 1903 in der Zwiefalter Straße 30 erbaut und am 11. April 1904 eingeweiht. Auf der Vorderseite des mit Backsteinen gemauerten Gebäudes findet sich noch heute der Schriftzug Bernheimersche Realschule.
Die eigentliche Schulgeschichte währte allerdings nur knapp zwei Jahrzehnte, denn schon 1922/1923 wurden die Stiftungsmittel durch die Hyperinflation aufgezehrt und die vierklassige Realschule musste bereits fünf Jahre nach dem Tod des Stifters geschlossen werden.
Bis 1968 wurde das Haus als Kindergarten genutzt, der mit Ausnahme der Jahre 1942–1945 weiterhin den Namen des Stifters trug. Danach diente das Gebäude der Gemeinde als Rathaus. 1992 wurde das inzwischen denkmalgeschützte Objekt grundlegend saniert und der Öffentlichkeit als Dorfgemeinschaftshaus übergeben. In zwei Räumen der ehemaligen Lehrerwohnung im Obergeschoss befand sich ab 1994 eine kleine Ausstellung zur Geschichte der Juden Buttenhausens. 2012 wurde diese Dauerausstellung vollständig neu konzipiert und erheblich erweitert. Im Juli 2013 wurde sie in einem Festakt im Beisein von Konrad O. Bernheimer, dem Urenkel des Stifters, sowie zahlreicher Nachfahren ehemaliger jüdischer Mitbürger der Öffentlichkeit übergeben.